# Tristan Wilds
Tristan Paul Mack Wilds (15. srpnja 1989.), američki glumac. Najpoznatiji je po ulogama Michaela Leeja u TV seriji "Žica" i Dixona Wilsona u TV seriji "90210".